# 어느 부부
"어느 부부"는 한국에서 제작된 이두용 감독의 1971년 영화이다. 최무룡 등이 주연으로 출연하였고 이민덕 등이 제작에 참여하였다.

## 출연

### 주연
- 최무룡
- 고은아